# دن (فرعون)
دن أو حور دن، هو اسم حورس لفرعون من الأسرة المصرية الأولى. أكثر الفراعنة القدامى آثارًا. حكم خلال هذه الفترة. صاحب عهد دن ازدهارًا كبيرًا لمملكته، فالعديد من الابتكارات تنسب إلى عهده. كان أول من استخدم لقب ملك مصر السفلى ومصر العليا، وهو اللقب الذي يعرف باسم التتويج. وأول من صوّر وهو ويرتدي التاج المزدوج (الأحمر والأبيض). شيدت أرضية مقبرته في أم العقاب بالقرب من أبيدوس من الجرانيت الأحمر والأسود. وهي المرة الأولى في مصر التي استخدم فيها هذا الحجر الصلب كمادة بناء. خلال فترة حكمه الطويلة أسس العديد من أنماط الطقوس والتي استخدمها الحكام من بعده.

## اسمه
يسمى «دن» ويسمى ديمون، و«دن - سيمتي»، وأول من اتخذ لقب نسوت - بيتي. هو الملك السادس من ملوك الأسرة الأولى.

## عهده
الملك «دن» له العديد من الإنجازات من أهمها أنه أعاق قطاع الطرق الذين كانوا يغيرون على سكان الدلتا الغربية. وهو أول ملك فكّر في تنظيم مياه النيل وفيضانه في منطقة الفيوم. وكان أول من حبس الأوقاف على المعابد. دفن في العرابة المدفونة في مقبرة كسيت أرضيتها بقطع من الجرانيت.
أسس بعض الطقوس وأسس اتخاذ لقب التتويج «نيسوت - بيتي» وبقي من بعده هذا اللقب إلى عصر الحكم الرومان. كما يرجع إليه لقب اسم نبتي لفرعون وهذا اللقب يعني ملك الوجه القبلي والبحري. وهو صوّر في حجر باليرمو مرتديا التاج الأبيض، رمز الوجه القبلي ثم مرتديا التاج الأحمر رمز الوجه البحري.
وقد كشف في سقارة عن مقبرة لوزيره حماكا بها أقراص من الحجر والنحاس والخشب والعاج ومحلاة بمناظر بديعة وبعضها مطعم بقطع من المرمر .

## اقرأ أيضا
- قائمة ملوك مصر القديمة
- مريت نيت
- جت
- أسرة مصرية أولى
- سيرخ
- اسم حورس

- وظائف مصر القديمة